# Zlatar, Șumen
Zlatar (în bulgară Златар) este un sat în comuna Veliki Preslav, regiunea Șumen,  Bulgaria. 

## Demografie
Componența etnică a satului Zlatar
     Turci (29,36%)
     Bulgari (38,46%)
     Romi (28,48%)
     Nicio identificare (3,68%)
La recensământul din 2011, populația satului Zlatar era de 1.032 locuitori. Nu există o etnie majoritară, locuitorii fiind bulgari (38,46%), turci (29,36%) și romi (28,48%). Pentru 3,68% din locuitori nu este cunoscută apartenența etnică.